# Lower Kootenay
La Primera Nació Lower Kootenay (ktunaxa: Yaqan nu?kiy Band) és una Primera Nació basada en la regió d'East Kootenay de la Colúmbia Britànica. En el Procés del Tractat de la Colúmbia Britànica formen part del Consell Tribal Ktunaxa Kinbasket.

## Procés del Tractat
Està en la fase 4 del Procés del Tractat de la Colúmbia Britànica.

## Demografia
La Primera Nació Lower Kootenay té 208 membres.